# لیک لوسرن (فلوریدا)
لیک لوسرن (به انگلیسی: Lake Lucerne) یک منطقهٔ مسکونی در ایالات متحده آمریکا است که در شهرستان میامی-دید، فلوریدا قرار دارد. لیک لوسرن ۶٫۸ کیلومتر مربع مساحت و ۹٬۱۳۲ نفر جمعیت دارد.